# 21 decembrie
ianuarie • februarie • martie  • aprilie  • mai  • iunie  • iulie  • august  • septembrie  • octombrie  • noiembrie  • decembrie
21 decembrie este a 355-a zi a calendarului gregorian și a 356-a zi în anii bisecți. Mai sunt 10 zile până la sfârșitul anului.
În 21 (respectiv 22) are loc solstițiul de iarnă în emisfera nordică și solstițiul de vară în emisfera sudică. Solstițiul de iarnă este, când înălțimea soarelui deasupra orizontului și intervalul diurn sunt minime . Este ziua anului cu lumina zilei cea mai scurtă în emisfera nordică, și cea mai lungă în emisfera sudică.

## Evenimente

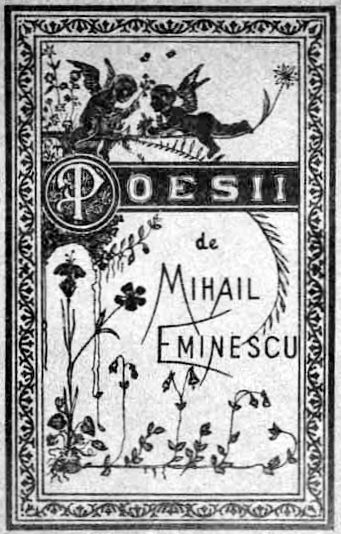
1883: A apărut volumul "Poesii", de Mihai Eminescu, cu o prefață semnată de Titu Maiorescu, singurul tipărit în timpul vieții poetului; cuprinde 64 de poezii.

1937: Are loc premiera primului film animat, color și cu sunet, "Albă ca zăpada și cei șapte pitici", produs de Walt Disney.

- 0069: Senatul roman îl declară pe Vespasian împărat al Romei, ultimul din Anul celor Patru Împărați.[1]
- 1124: Papa Honoriu al II-lea este consacrat, fiind ales după detronarea controversată a Papei Celestin al II-lea.[2]
- 1140: După un asediu de câteva săptămâni, orașul Weinsberg și castelul său se predă lui Conrad al III-lea al Germaniei.[3]
- 1237: Orașul rusesc Reazan este jefuit de armata mongolă a lui Batu Han.[4]
- 1361: A avut locut Bătălia de la Linuesa, în contextul Reconquistei spaniole între forțele Emiratului Granadei și armata combinată a Regatului Castiliei și a Regatului Jaén, rezultând într-o victorie castiliană.
- 1598: A avut loc Bătălia de la Curalaba între populațiile Mapuche, conduse de cacicul Pelantaro, care a provocat o înfrângere majoră trupelor spaniole din sudul Chile.[5]
- 1620: Colonia Plymouth: William Bradford (guvernatorul Coloniei) și pelerinii de pe Mayflower acostează lângă ceea ce este acum cunoscut sub numele de Plymouth Rock în Plymouth, Massachusetts.
- 1826: Coloniștii americani din Nacogdoches, Texasul Mexican, își declară independența, declanșând Rebeliunea Fredoniană.
- 1832: Războiul egiptean-otoman: forțele egiptene înving în mod decisiv trupele otomane în bătălia de la Konya.
- 1844: Rochdale Society of Equitable Pioneers își începe activitatea la cooperativa sa din Rochdale, Anglia, pornind mișcarea Cooperativistă.
- 1846: Robert Liston a realizat prima operație chirurgicală sub anestezie, la University College Hospital din Londra.
- 1861: Medal of Honor: Rezoluția publică 82, care conține o prevedere pentru o medalie de valoare a Marinei, este semnată de președintele Abraham Lincoln.
- 1872: Începe Expediția Challenger din 1872–1876, un program științific care a făcut multe descoperiri care au pus bazele oceanografiei.  Expediția, condusă de căpitanul George Nares, a plecat din Portsmouth, Anglia, pe vasul HMS Challenger.[6]
- 1879: Premiera mondială a O casă de păpuși a lui Henrik Ibsen la Teatrul Regal din Copenhaga, Danemarca.
- 1883: A apărut volumul "Poesii", de Mihai Eminescu, cu o prefață semnată de Titu Maiorescu, singurul tipărit în timpul vieții poetului; cuprinde 64 de poezii.
- 1891: A fost jucat primul meci de baschet, sport inventat de către canadianul James E. Naismith, profesor de educație fizică la colegiul Springfield din Massachusetts.
- 1883: Se formează The Royal Canadian Dragoons și The Royal Canadian Regiment, primele regimente de cavalerie și infanterie ale Forțelor Permanente ale Armatei Canadei.
- 1898: Marie și Pierre Curie descoperă radiul.
- 1907: Armata chiliană comite un masacru a cel puțin 2.000 de mineri de Azotat de sodiu în Iquique, Chile.[7]
- 1910: O explozie subterană la Hulton Bank Colliery No. 3 Pit din Over Hulton, Westhoughton, Anglia, a ucis 344 de mineri.
- 1913: A apărut, la New York, primul careu de cuvinte încrucișate semnat de britanicul A. Wynne.
- 1919: Anarhista americană Emma Goldman este deportată în Rusia.
- 1923: Regatul Unit și Nepal semnează oficial un acord de prietenie, numit Tratatul Nepal-Marea Britanie din 1923, care a înlocuit Tratatul de la Sugauli semnat în 1816.
- 1927: Prin lege, s–a înființat legația română de la Rio de Janeiro, prima legație română din America de Sud.
- 1934; A avut premiera locotenentul Kijé, una dintre cele mai cunoscute lucrări ale lui Sergei Prokofiev.[8]
- 1936: Primul zbor al avionului de luptă multirol Junkers Ju 88.
- 1937: A avut loc premiera primului lung-metraj animat, color și cu sunet, "Albă ca zăpada și cei șapte pitici", produs de Walt Disney.
- 1941: Al Doilea Război Mondial: A fost semnat un Pact de alianță thailandezo-japonez.
- 1946: Un cutremur de 8.1 Mw și un tsunami ulterior în Nankaidō, Japonia, a ucis peste 1.300 de oameni și distrus peste 38.000 de case.
- 1947: Primă audiție în concertul Filarmonicii bucureștene a oratoriului bizantin de Crăciun „Nașterea Domnului”, de Paul Constantinescu.
- 1951: Libia devine o țară independentă.
- 1955: A luat ființă Teatrul de Stat de Operetă (azi Teatrul Muzical) din Brașov.
- 1958: Generalul Charles de Gaulle a fost ales președinte al celei de–a V–a Republici Franceze.
- 1963: „Crăciunul sângeros” începe în Cipru, ducând în cele din urmă la strămutarea a 25.000-30.000 ciprioți turci și distrugerea a peste 100 de sate.
- 1965: Este adoptată Convenția internațională privind eliminarea tuturor formelor de discriminare rasială.
- 1967: Louis Washkansky, primul bărbat care a suferit un transplant de inimă de la om la om, moare în Cape Town, după ce a trăit 18 zile după transplant.
- 1968: Lansarea navei cosmice "Apollo 8" care a efectuat prima oară un zbor circumlunar (21 – 27 decembrie).
- 1969: Un echipaj românesc a efectuat ocolul lumii în 80 de ore cu un avion IL–18 din dotarea TAROM, parcurgând 46.000 km.
- 1970: Primul zbor al avionului de luptă multirol F-14.
- 1971: A fost creată organizația umanitară „Medici fără frontiere” – „Medecines sans frontieres”; asociația are drept scop acordarea de ajutor medical în situații de urgență care intervin în urma unui război sau a unei catastrofe naturale.
- 1973: Se deschide Conferința de la Geneva privind Conflictul arabo-israelian.
- 1979: Acordul Lancaster House: Un acord de independență pentru Rhodesia este semnat la Londra de către Lord Carrington, Sir Ian Gilmour010, Robert Mugabe, Joshua Nkomo, Episcopul Abel Muzorewa and S.C. Mundawarara.
- 1988: Doi membri ai unei grupări radicale din Libia au făcut să explodeze cursa 103 Pan Am deasupra localității Lockerbie din Scoția, cauzând una dintre cele mai mari catastrofe aeriene până în acel moment, soldată cu moartea a 270 de oameni.
- 1988: Primul zbor al lui Antonov An-225 Mriya, cel mai mare avion din lume.
- 1989: Revoluția Română. La București, Nicolae Ceaușescu organizează un miting, în actuala "Piață a Revoluției". Pe lângă lozincile cunoscute, în mulțime se fac auzite fluierături și huiduieli. Începe Revoluția la București. Timișoara devine primul oraș din România liber de comunism.
- 1991: A fost semnat, la Alma–Ata, documentul de fondare a Comunității Statelor Independente, care consfințește destrămarea definitivă și dispariția de pe harta politică a lumii a Uniunii Republicilor Sovietice Socialiste, desființarea cetățeniei sovietice. Mihail Gorbaciov demisionează din funcția de președinte al URSS.
- 1992: Un DC-10 olandez, zborul Martinair MP 495, s-a prăbușit pe aeroportul din Faro, ucigând 56 de persoane.
- 1995: Orașul Bethlehem trece de sub control israelian sub control palestinian.
- 1996: Radio 21 începe să emită.
- 1999: Garda Civilă Spaniolă interceptează o dubă încărcată cu 950 kg de explozibili pe care ETA ntenționa să o folosească pentru a arunca în aer Torre Picasso din Madrid, Spania.
- 1999: Zborul 1216 Cubana de Aviación depășește pista de pe Aeroportul Internațional La Aurora, ucigând 18 persoane.[9]
- 2004: Războiul din Irak: Un atacator sinucigaș a ucis 22 persoane la baza operațională avansată de lângă principalul aerodrom militar american de la Mosul, Irak, cel mai mortal atac sinucigaș asupra soldaților americani.
- 2007: Spațiul Schengen s-a mărit cu 9 state membre ale Uniunii Europene; Republica Cehă, Estonia, Ungaria, Letonia, Lituania, Malta, Polonia, Slovacia și Slovenia.
- 2009: La Palatul Cotroceni are loc ceremonialul de învestire a celui de-al doilea mandat al președintelui Traian Băsescu.
- 2012: Potrivit unor calendare, se prezice sfârșitul lumii.
- 2014: Președintele Klaus Iohannis a depus juramântul de învestire în ședința solemnă a Senatului și Camerei Deputaților. Ulterior, la Palatul Cotroceni, a avut loc ceremonia de predare-primire a funcției de președinte între Traian Băsescu și Klaus Iohannis.
- 2020: Are loc o mare conjuncție a lui Jupiter și Saturn, cele două planete fiind separate pe cer cu 0,1 grade. Aceasta este cea mai apropiată conjuncție dintre cele două planete din anul 1623.[10]
- 2023: Are loc un atac armat la Universitatea Carolină din Praga, Cehia. 14 persoane au fost ucise, iar alte 25 au fost rănite. Atacatorul s-a sinucis după ce a fost înconjurat de polițiști.[11]

## Nașteri
- 1118: Thomas Becket, arhiepiscop de Canterbury (d. 1170)
- 1401: Tommaso Masaccio, pictor italian (d. 1428)
- 1542: Thomas Allen, matematician și astrolog englez (d. 1632)
- 1596: Tommaso Francesco, Prinț de Carignano (d. 1656)
- 1597: Petru Movilă, teolog și om de cultură român, mitropolit al Kievului (d. 1646)
- 1603: Roger Williams, ministru englez, teolog și om politic, al 9-lea președinte al Coloniei Rhode Island (d. 1684)
- 1795: Leopold von Ranke, istoric, autor și academician german (d. 1886)[12]
- 1800: Louise de Saxa-Gotha-Altenburg, ducesă de Saxa-Coburg-Saalfeld (d. 1831)

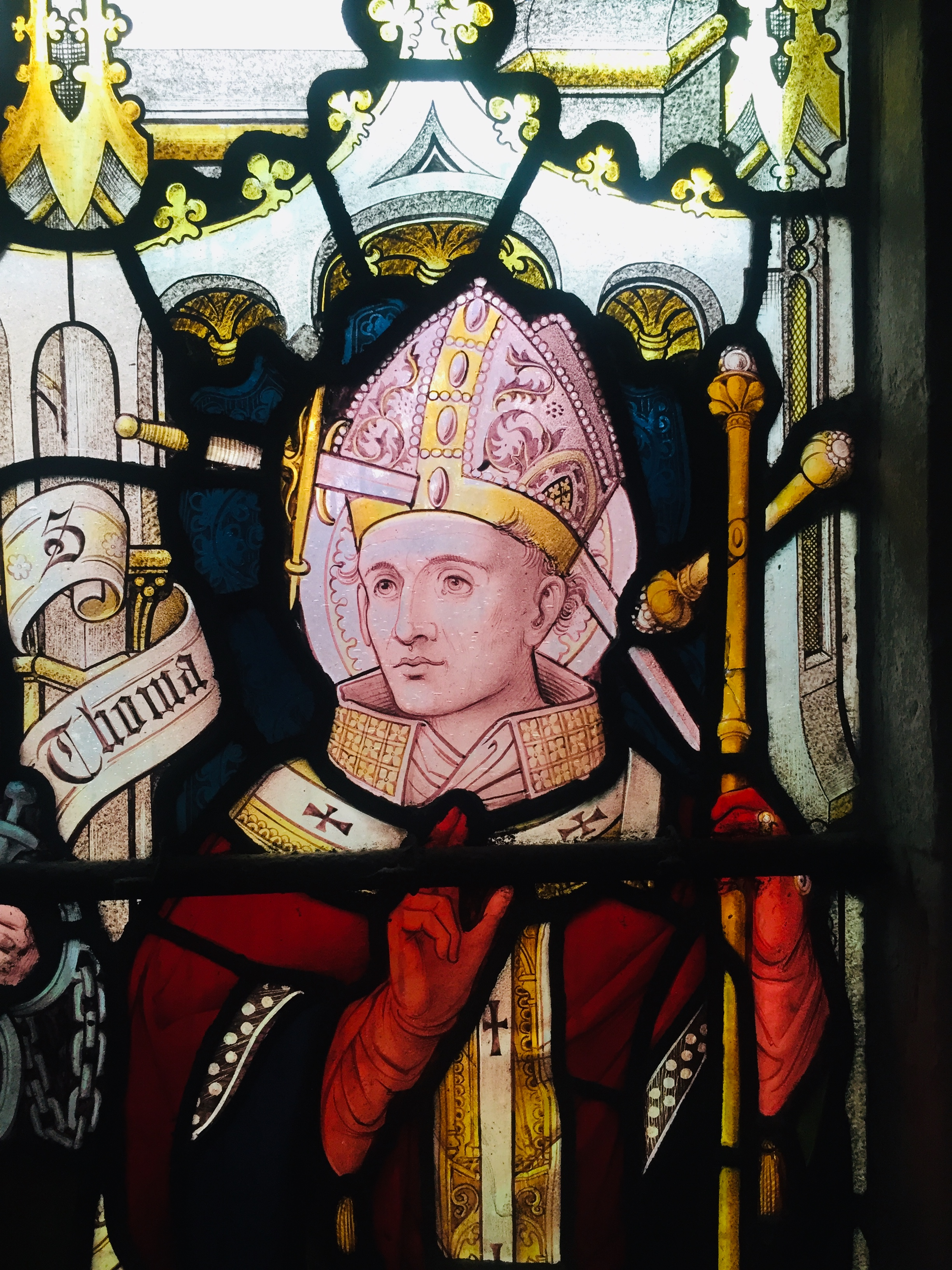
Thomas Becket, arhiepiscop de Canterbury
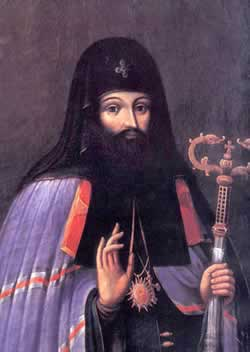
Petru Movilă, teolog și om de cultură român
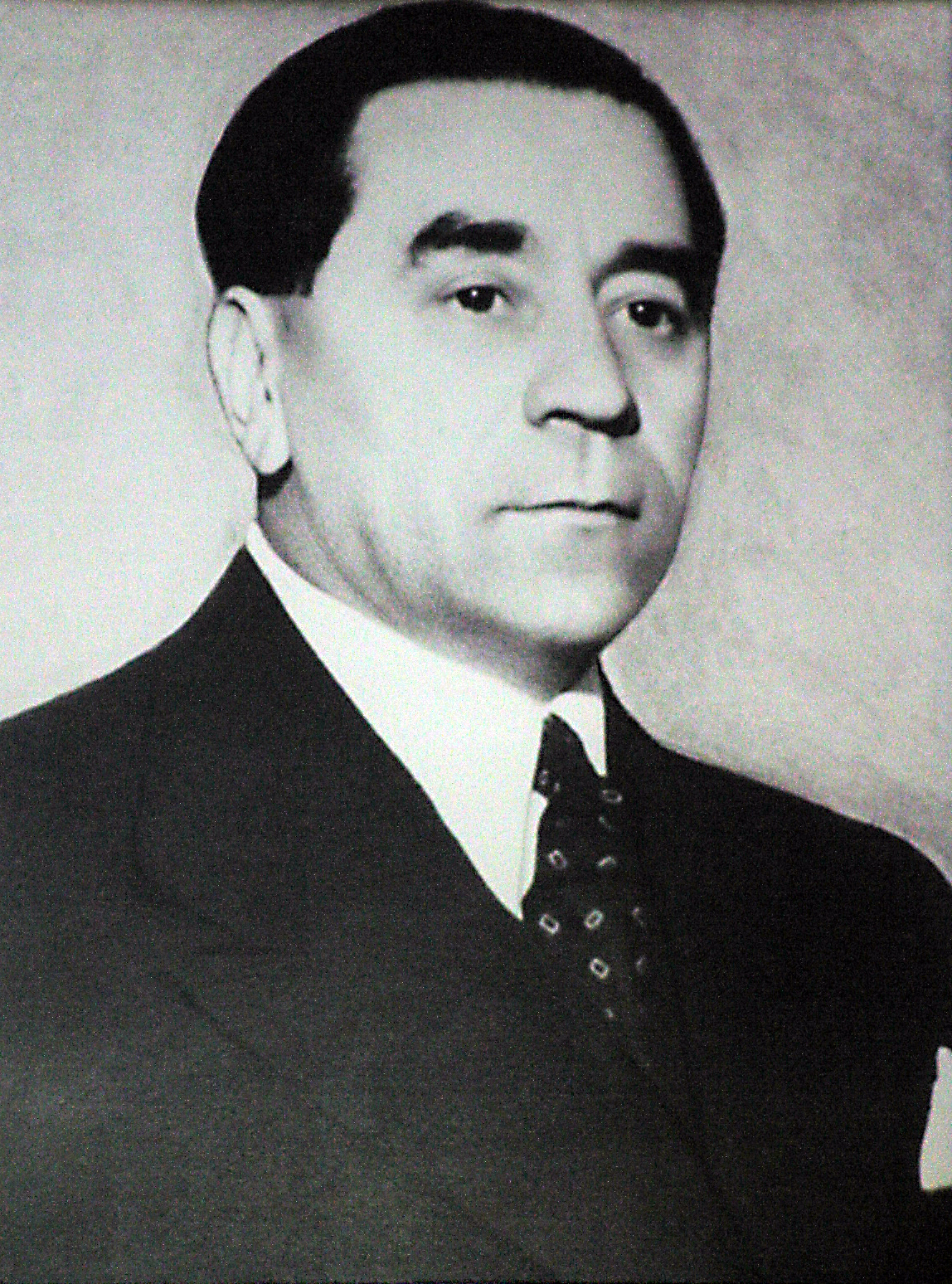
Gheorghe Tătărăscu, prim-ministru al României

- 1804: Benjamin Disraeli, avocat și politician englez, prim-ministru al Regatului Unit (d. 1881)
- 1805: Thomas Graham, chimist scoțian (d. 1869)
- 1815: Thomas Couture, pictor francez (d. 1879)
- 1818: Amalia de Oldenburg, regină a Greciei (d. 1875)
- 1840: Namik Kemal, scriitor turc (d. 1889)
- 1859: Gustave Kahn, poet și critic francez (d. 1936)
- 1878: Jan Lukasiewicz, matematician și filozof polono-irlandez (d. 1956)
- 1886: Gheorghe Tătărăscu, politician român, prim-ministru al României (d. 1957)
- 1892: Rebecca West, jurnalist și autor englez (d. 1983)
- 1893: Franz Joseph, Prinț de Thurn și Taxis (d. 1971)
- 1893: Georges Buchard,  scrimer francez (d. 1987)
- 1896: Konstantin Rokosovski, mareșal rus de origine poloneză (d. 1968)
- 1913: Nicolai Costenco, scriitor moldovean (d. 1993)
- 1914: Frank Fenner, microbiolog și virolog australian (d. 2010)
- 1917: Heinrich Böll, romancier german, laureat al Premiului Nobel (d. 1985)
- 1918: Kurt Waldheim, colonel și politician austriac, al 9-lea președinte al Austriei (d. 2007)
- 1920: Elena Varzi, actriță italiană (d. 2014)
- 1921: Karl-Günther Bechem, pilot german de Formula 1 (d. 2011)
- 1922: Cécile DeWitt-Morette, matematician și fizician francez (d. 2017)[13]

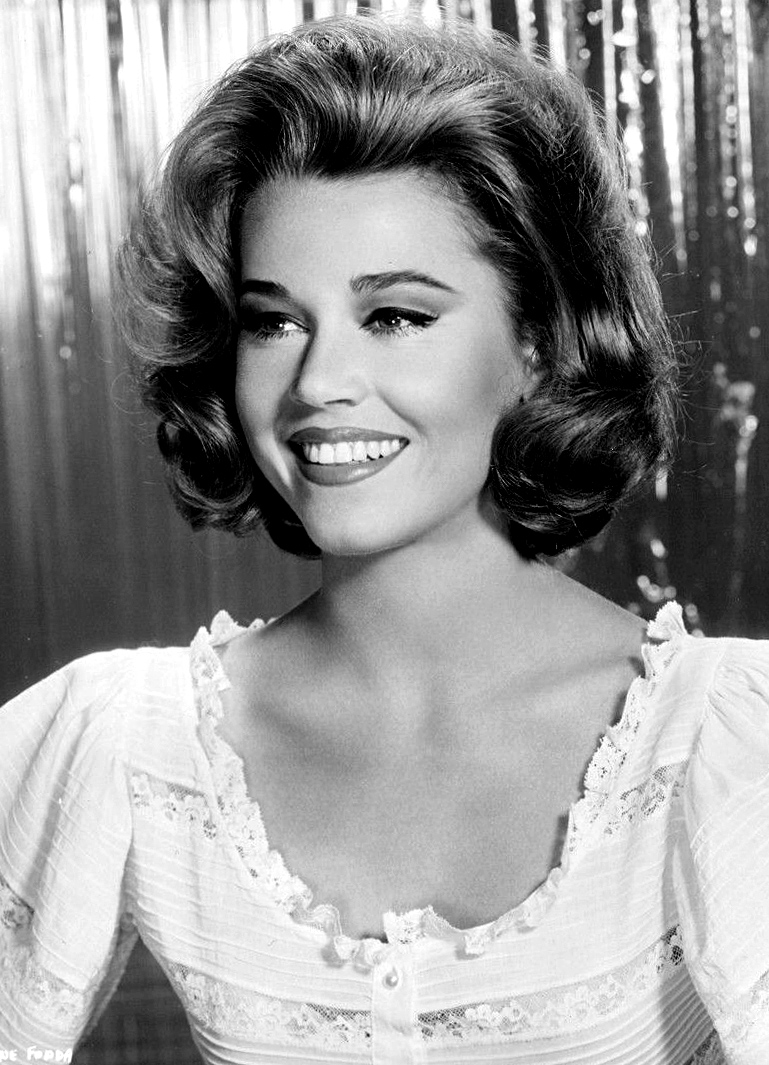
Jane Fonda, actriță americană
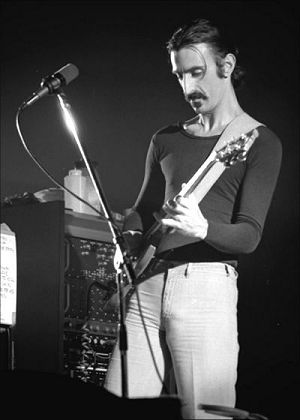
Frank Zappa, instrumentist și compozitor american
Chris Evert, jucătoare americană de tenis

- 1923: Gilberto Hernández Ortega, pictor dominican (d. 1979)
- 1926: Arnošt Lustig, autor și dramaturg ceh (d. 2011)
- 1934: Denis Buican, filozof român
- 1935: Lorenzo Bandini, pilot de curse italian (d. 1967)
- 1935: Stela Popescu, actriță română de teatru și film (d. 2017)
- 1935: John G. Avildsen, regizor american (d. 2017)
- 1937: Jane Fonda, actriță americană
- 1938: Adela Mărculescu, actriță română de teatru și film
- 1938: Frank Moorhouse, scriitor australian (d. 2022)
- 1940: Frank Zappa, instrumentist și compozitor american (d. 1993)
- 1942: Stela Cheptea, istoric român
- 1942: Hu Jintao, politician chinez,  secretar general al PCC, președinte al Republicii Populare Chineze
- 1948: Samuel L. Jackson, actor și producător american[14]
- 1949: Thomas Sankara, căpitan și politician, al 5-lea președinte al Burkina Faso (d. 1987)
- 1949: Nikolaos Sifounakis, avocat și politician grec
- 1951: Steve Perryman, fotbalist și manager englez
- 1954: Chris Evert, jucătoare americană de tenis
- 1957: Ray Romano, actor, producător și scenarist american
- 1959: Michael Spindelegger, politician austriac
- 1963: Dmitri Rogozin, politician rus
- 1965: Andy Dick, actor și comedian american[15]
- 1966: William Ruto, politician kenyan, al cincilea președinte al Kenyei
- 1966: Kiefer Sutherland, actor englezo-canadian, regizor, producător
- 1967: Mihail Saakașvili, politician georgian, al 3-lea președinte al Georgiei
- 1969: Julie Delpy, actriță franco-americană
- 1970: Yasmine Boudjenah, politiciană franceză
- 1977: Emmanuel Macron, politician francez
- 1980: Rita Borbás, handbalistă maghiară
- 1981: Ricardo Cadú, fotbalist portughez
- 1982: Valeriu Andronic, fotbalist moldovean
- 1982: Peter Joppich,  scrimer german
- 1982: Primo Colón, luptător portorican[16]
- 1985: Cristina Croitoru, luptătoare amatoare română
- 1992: Alicia Fernández, handbalistă spaniolă
- 1996: Ben Chilwell, fotbalist englez
- 2001: Paula Arcos, handbalistă spaniolă
- 2002: Clara Tauson, jucătoare daneză de tenis[17]

## Decese
- 1001: Ugo de Toscana, margrav italian (n. 950)
- 1375: Giovanni Boccaccio, scriitor italian (n. 1313)
- 1549: Margareta de Navara, regină a Navarei (n. 1492)
- 1597: Petrus Canisius, preot și sfânt olandez (n. 1521)
- 1610: Catarina Vasa, contesă consoartă a Frisiei de Est (n. 1539)

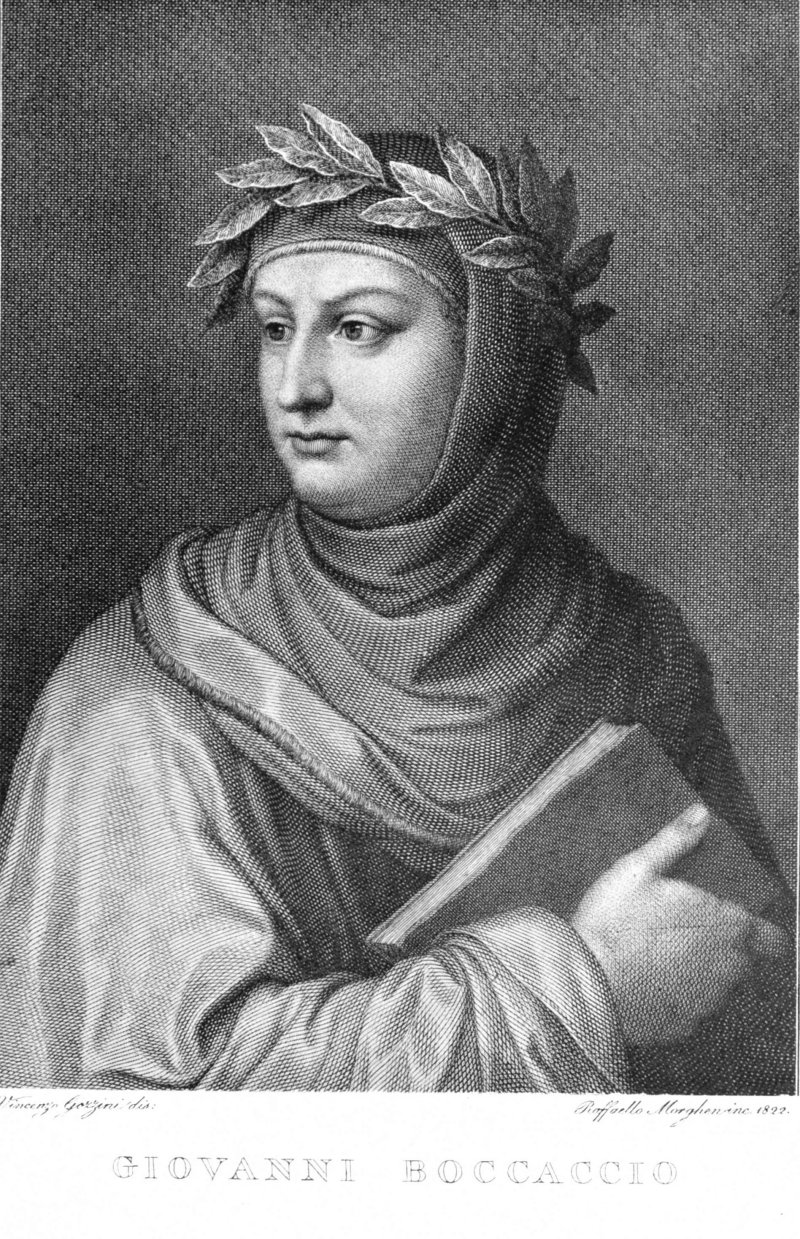
Giovanni Boccaccio, scriitor italian
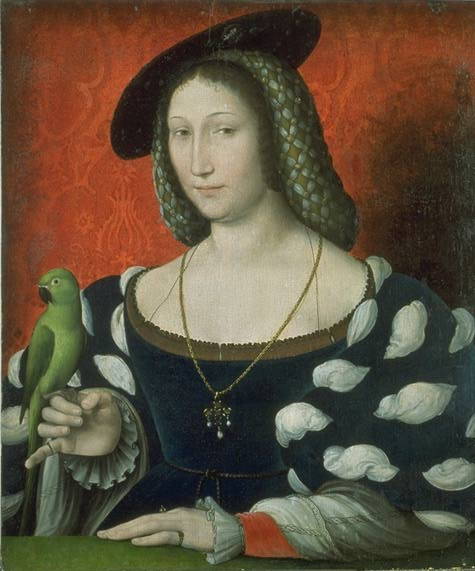
Margareta de Navara, regină a Navarei
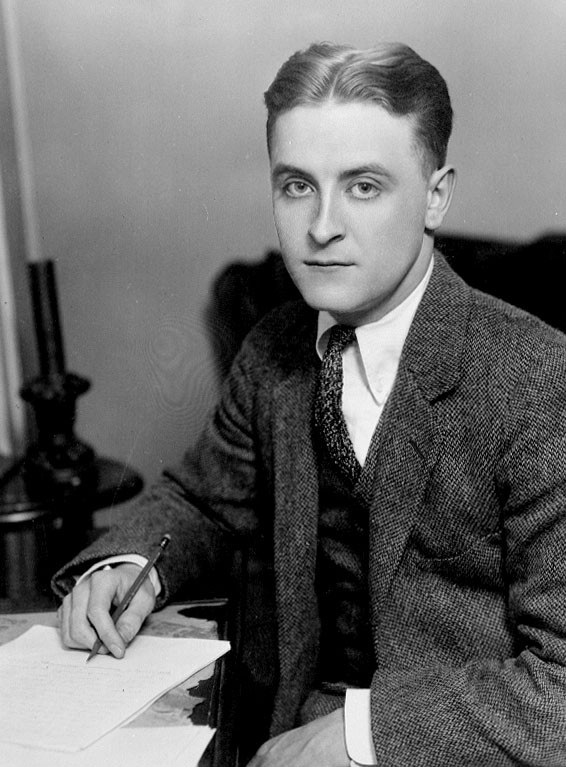
Francis Scott Fitzgerald, scriitor american

- 1750: Elisabeta Cristina de Brunswick-Wolfenbüttel, împărăteasă a Sfântului Imperiu Roman (n. 1691)
- 1777: Anton Cajetan Adlgasser, compozitor și organist german (n. 1729)
- 1824: James Parkinson, medic și paleontolog englez (n. 1755)
- 1894: Ramon Martí Alsina, pictor spaniol (n. 1826)
- 1917: Semion Roșal, revoluționar bolșevic rus, trimis de Lenin în România pentru a instiga o revoluție comunistă (n. 1896)
- 1930: Constantin Z. Buzdugan, poet și avocat român, traducătorul în limba română al Internaționalei (n. 1870)
- 1933: Knud Johan Victor Rasmussen, explorator danez (n. 1879)
- 1937: Frank B. Kellogg, avocat și politician american, al 45-lea Secretar de stat al Statelor Unite ale Americii, laureat al Premiului Nobel (n. 1856)
- 1940: Francis Scott Fitzgerald, scriitor american (n. 1869)
- 1945: George S. Patton, general american (n. 1885)
- 1948: Władysław Witwicki, psiholog polonez, filozof, traducător, istoric (de filozofie și artă) și artist (n. 1878)[18]
- 1958: H.B. Warner, actor englez (n. 1875)
- 1958: Lion Feuchtwanger, autor și dramaturg germano-american (n. 1884)
- 1964: Carl Van Vechten, autor și fotograf american (n. 1880)[19]
- 1969: Alexandru S. Sanielevici, fizician român (n. 1899)
- 1978: Roger Caillois, scriitor și sociolog francez (n. 1913)
- 1998: Béla Szőkefalvi-Nagy, matematician maghiar (n. 1913)
- 2008: Raluca Zamfirescu, actriță română de teatru și film (n. 1924)
- 2010: Valeriu Gagiu, regizor de teatru și film român din Republica Moldova (n. 1938)
- 2019: Martin Peters, fotbalist englez (n. 1943)

## Sărbători
- Sf. Muceniță Iuliana (calendar creștin-ortodox; calendar greco-catolic)
- Sf. 500 de Mucenici din Nicomidia (calendar creștin-ortodox)
- Sf. Mucenic Temistocle (calendar creștin-ortodox)
- Sf. Petru Canisiu (calendar romano-catolic)
- Sf. Apostol Toma (calendar evanghelic)

- Iran: Šab-e Yaldā